# Юрова
Юрова (словац. Jurová, угор. Dercsika) — село, громада в окрузі Дунайська Стреда, Трнавський край, південно-західна Словаччина. Кадастрова площа громади — 10,73 км². Населення — 463 особи (за оцінкою на 31 грудня 2017 р.).
Перша згадка 1253 року.

## Населення
| Рік:            | 1994. | 2004.   | 2014.    | 2024.   |
| --------------- | ----- | ------- | -------- | ------- |
| Кількість осіб: | 435   | 433     | 497      | 482     |
| Різниця:        |       | -0,45 % | +14,78 % | -3,01 % |

| Рік:            | 2023. | 2024. |
| --------------- | ----- | ----- |
| Кількість осіб: | 482   | 482   |
| Різниця:        |       | +0 %  |

## Транспорт
Автошлях (Cesty II. triedy).